# Vladímir Kokóvtsov
El conde Vladímir Nikoláyevich Kokóvtsov (en ruso: Влади́мир Никола́евич Коко́вцов; Borovichí, 18 de abril de 1853 - París, 29 de enero de 1943) fue un político ruso que se desempeñó como primer ministro de Rusia desde 1911 hasta 1914, durante el reinado del zar Nicolás II de Rusia.

## Biografía
Nació en Borovichí, Borovichsky Uyezd, en la Gobernación de Nóvgorod, el 18 de abril de 1853.
Después de graduarse del Liceo Imperial en diciembre de 1872, Kokóvtsov solicitó la admisión a la Universidad Estatal de San Petersburgo para estudiar leyes. Sin embargo, su padre, que había prometido pagar su educación, murió repentinamente dejando a la familia en circunstancias financieras difíciles. Como resultado, en lugar de asistir a la universidad, ingresó al servicio civil para proporcionarle a él y a su familia un ingreso adicional.
Kokóvtsov fue admitido como candidato para un puesto en el servicio civil en el Ministerio Imperial de Justicia sirviendo primero en las estadísticas, luego en el legislativo y finalmente en la oficina criminal. De 1879 a 1890 se desempeñó como Inspector Principal y Jefe Asistente de la Administración Central de Prisiones. Este período se destacó por sus reformas en las cárceles formuladas por el Secretario de Estado KK Grot, un miembro de alto rango del Consejo de Estado Imperial. De 1890 a 1896, sirvió en el Consejo de Estado como Secretario de Estado Asistente, Secretario de Estado y finalmente como Secretario Imperial Asistente, donde trabajó principalmente en asuntos revisados por el Departamento de Economía del Estado del Consejo de Estado Imperial de Rusia.
De 1896 a 1902 ocupó uno de los tres puestos de Subsecretario de Hacienda bajo el ministro de Hacienda Sergei Witte.
Después de renunciar al cargo, se desempeñó como Secretario Imperial hasta su nombramiento como Ministro de Finanzas en 1904.
Renunció al año siguiente cuando su ex superior en el Ministerio de Finanzas, Witte, asumió la presidencia del Consejo de Ministros. Aunque no era un ministro, jugó un papel importante en la obtención de un préstamo que evitó que el gobierno imperial tuviera que devaluar su moneda y abandonar el patrón oro. Kokóvtsov regresó como Ministro de Finanzas en los gabinetes de Ivan Goremykin (1906) y  Peter Stolypin (1906–11). 
Kokóvtsov sucedió a Stolypin como Presidente del Consejo de Ministros después del asesinato de Stolypin en 1911, mientras también mantenía su puesto como Ministro de Finanzas, y ocupó ambos cargos hasta su retiro en 1914.
Kokóvtsov era un antisemita que creía que el problema con los judíos no era su "atraso" sino el hecho de que eran "muy inteligentes".
En política interna, el tiempo de Kokóvtsov como primer ministro vio la aprobación de dos leyes en 1912 que brindaban seguro de accidentes y enfermedades a aproximadamente el 20% de los trabajadores.
Al retirarse, Kokóvtsov recibió el título y el rango de conde. En 1917 se convirtió en miembro de la junta directiva del Banco Ruso de Comercio Exterior. Después de la Revolución de Febrero, se mudó a Kislovodsk. Después de la Revolución de octubre de 1917 fue investigado por la Checa, pero escapó con su familia a Finlandia y finalmente se estableció en París. Fue una figura destacada en la sociedad de emigrantes rusos (en 1923 se convirtió en presidente de la Unión de Seguidores de la Memoria del Zar Nicolás II) hasta su muerte el 29 de enero de 1943. En 1933 publicó sus memorias.
Fue galardonado con la Orden del Águila Blanca y la Orden del Príncipe Danilo I.